# Куженкіно (село)
Куженкіно (рос. Куженкино) — село в Бологовському районі Тверської області Російської Федерації.
Населення становить 340 осіб. Входить до складу муніципального утворення Куженкинське сільське поселення.

## Історія
Найімовірніше походження назви від застарілого (угрофінського) слова «куженя», «кужеля» (маленьке ведмежатко), що часто трапляється в російських прізвищах у Сибіру (наприклад, Кужлеви). Інше ймовірне походження — від слова «кужень» («кудель») — вичесаний пучок льону, підготовлений для прядки. Згідно зі словником Володимира Даля «куженька» («кудель») — кошичок із тонких драниць.
Перша згадка села Куженкине трапляється в писцовій книзі писаря Дмитра Замвецького, рік 7090 (1583). Куженкине згадується як село, що належить парафією до Коломенського цвинтаря, Вишне-Волоцького повіту, Тверської губернії. Куженкине з селом Григино були на той час у володінні Новгородського Хутинського монастиря.
Розташування села кілька разів зміщувалося, тяжіючи до Московсько-Новгородського тракту, який не мав ні постійного місця розташування, ні будь-якого покриття.
У XVIII столітті, під час Північної війни і в дусі церковних реформ, було вирішено Хотилівський ям на новгородській дорозі посилити і передати селян та землі Куженкине і Григине від монастиря державі з обкладенням ямською повинністю. Указ Петра I на ім'я новгородського губернатора Брюса про це датований 19 лютого 1702 р.
У XIX — на початку XX століття село Куженкіно належало до однойменної парафії Хотиловської волості Валдайського повіту Новгородської губернії. За даними на 1909 рік село Куженкине мало 697 жителів при 133 дворах.
З 1935 року Куженкине — центр сільради Бологівського району Калінінської області.
Від 2005 року входить до складу муніципального утворення Куженкинське сільське поселення.
23 серпня 2023 року на території Тверської області під час прямування з Шереметьєва до Санкт-Петербурга впав літак «Embraer Legacy 600». Російська щоденна газета Коммерсантъ із посиланням на дані порталу planespotters.net уточнює, що компанія Wagner Group купила цей літак 2020 року. За повідомленням Росавіації, ім'я та прізвище Пригожина значаться у списку пасажирів.

## Населення
| 2002 | 2010 |
| ---- | ---- |
| 434  | ↘340 |

## Персоналії

### Померли
- Пригожин Євгеній — російський воєнний діяч, очільник ПВК «Вагнер», ресторатор.

- Уткін Дмитро — російський офіцер спецназу ГРУ, засновник ПВК «Вагнер».